# Farewell song
「Farewell song」（フェアウェルソング）はLiaの楽曲。作詞は麻枝准（Key）、作曲と編曲は戸越まごめ（Key）が担当した。

## 概要
2000年にKey（ビジュアルアーツ）から発売されたゲーム『AIR』の主題歌であり、2002年に発売されたサウンドトラック「AIR ORIGINAL SOUNDTRACK」に収録されている。
また、同作のテレビアニメ及び映画版の『劇場版AIR』のエンディングテーマでもある。劇場版は河井英里の「IF DREAMS CAME TRUE」と共に使用されている。
レコーディングは『AIR』の主題歌「鳥の詩」、挿入歌「青空」と共にアメリカ・ロサンゼルスのパラマウントスタジオで行われた。

## リミックス
Farewell song（dream version）
short versionをアレンジしたAIRの「DREAM編」のエンディング。ボーカルは無い。